# Bernat de Vilamur
Bernat de Vilamur (?, ~1175 — ?, ~1203) fou bisbe d'Urgell (1198 - 1203).
És possible que fos fill del vescomte Pere (III) de Vilamur. Cap a 1170 fou prelat de Santa Maria de Ribera. Més tard esdevingué abat canonical de Sant Miquel d'Urgell (1194-95) i canonge sagristà d'Urgell (1196-99). Escollit bisbe el 1199 va saber detindre, mitjançant les armes en cas de ser necessari al vescomte de Castellbò en les seves pretensions. També tingué fama de bon administrador i defensor de l'Església. Feu canonge el seu nebot Ponç de Vilamur essent encara un infant. Posteriorment el 1230, Ponç, esdevindrà bisbe.

## Ponç de Vilamur
El seu pare fou el vescomte Pere (IV) de Vilamur i els seus oncles eren Bernat de Vilamur, bisbe d'Urgell, i Berenguer d'Erill, bisbe de Lleida. Per influència dels seus oncles fou el sagristà de Lleida i ardiaca de Tremp. L'any 1230 arribà a ser bisbe d'Urgell. Fou un distingit combatent de l'heretgia càtara a la diòcesi d'Urgell.